# Wieleń
Wieleń is een stad in het Poolse woiwodschap Groot-Polen, gelegen in de powiat Czarnkowsko-trzcianecki. De oppervlakte bedraagt 4,32 km², het inwonertal 6067 (2005).